# Stefan Kaminsky (Bankmanager)
Stefan Walter Kaminsky (* 31. Mai 1926 in Königsberg; † 9. April 2002) war ein deutscher Bankmanager, der von seinem Vater die Leitung der Kundenkreditbank übernahm.

## Leben
Er kam als Sohn von Walter und Hedwig (geb. Pirner) Kaminsky im Jahre 1926 in Königsberg zur Welt. Sein Vater Walter Kaminsky hatte im August 1926 die Kundenkreditbank (KKB) in Königsberg gegründet, die 1935 nach Düsseldorf wechselte. Stefan Kaminsky studierte ab 1949 Bankbetriebslehre in Berlin und dann in Köln, zwischen 1950 und 1953 in Frankfurt und promovierte dort im Jahre 1953 mit der vielbeachteten und grundlegenden Dissertation „Die Kosten- und Erfolgsrechnung der Kreditinstitute. Eine theoretische, systematische und verfahrenstechnische Untersuchung“. 
Am 8. Januar 1955 heiratete er Anita Wahlhäuser, 1957 trat er in die väterliche KKB ein, wo er 1962 neben seinem Vater Kommanditist und persönlich haftender Gesellschafter wurde. Als 1973 die spätere Citibank zunächst 56 % der Anteile (und 1989 sogar 97 %) erwarb, übernahm Kaminsky den Posten des Aufsichtsrats-Vorsitzenden, den er bis 1980 innehatte. Vater Walter Kaminsky wechselte bereits 1972 in den Aufsichtsrat als stellvertretender Vorsitzender.

## Dissertation
Die 1955 als Buch erschienene Arbeit befasste sich eingehend mit den Grundlagen der Kostenrechnung im Bankbetrieb, dessen Leistungserstellung Kaminsky erstmals – anders als bei Nichtbanken – als dualistischen Prozess durch Einteilung in eine Betriebssphäre (Betriebsbereich) und Wertsphäre (Wertbereich) beschrieb. „Streng genommen handelt es sich bei der Aufstellung des Sphärenbegriffs um die Schaffung eines Denkmodells. Seine größte Bedeutung hat das Modell bei der Klärung der theoretischen Grundkonzeption“. Entsprechend teilte er die Kosten in Betriebs- und Wertkosten und die Erlöse in Betriebs- und Werterlöse auf. Das Werk bildete darauf aufbauend die Grundlage der Bankkalkulation, weil er hierin erstmals ein geschlossenes System einer am Verursachungsprinzip orientierten Vollkostenrechnung für das bankinterne Rechnungswesen entwarf.

## Rezeption
Stefan Kaminsky gilt wie sein Vater als Pionier des deutschen Konsumkredits und Teilzahlungsgeschäfts. Stefan Kaminsky brachte 1983 das Erfolgsrezept des Konsumkredits auf den Punkt. „Die Einkommen der Verbraucher fließen mit relativ großer Sicherheit ständig, und vor allem - monatlich“. Hieraus folgerte er: „In diesem pulsierenden Strom liegt die Quelle aller Haushaltsführung und aller finanziellen Entscheidungen.“ Allein die monatliche Tilgung würde dem Konsumenten im Vergleich zum – halbjährlich zu tilgenden – Hypothekendarlehen erhebliche Zinsvorteile erbringen.

## Schriften
- Denkschrift zur Reform des Abzahlungsgesetzes. 1964.
- Die Absatzfinanzierung. In: Hans Jahnberg (Hrsg.): Finanzierungshandbuch. 1970, S. 525 ff.
- Banken für Menschen. Optimistisches Lesebuch über das Konsumentengeschäft der Banken. 1981, ISBN 3781903036.
- Verbraucherschutz im Kreditgewerbe. 1991, ISBN 3781911632.